# علي سموح
علي سموح مواليد 5 يوليو 1996 في المالديف، هو لاعب كرة قدم مالديفي. يلعب مع نادي مازيا المالديفي كمدافع.

## روابط خارجية
- علي سموح على موقع إي إس بي إن إف سي (الإنجليزية)
- علي سموح على موقع قاعدة بيانات كرة القدم.إي يو (الإنجليزية)
- علي سموح على موقع ناشيونال فوتبول تيمز (الإنجليزية)
- علي سموح على موقع Soccerway.com (الإنجليزية)
- علي سموح على موقع عالم كرة القدم.نت (الإنجليزية)